# CreateSpace
On-Demand Publishing, LLC, conosciuta con il nome commerciale di CreateSpace, è stata una piattaforma di autopubblicazione di proprietà di Amazon. Fondata nel 2000 in Carolina del Sud con il nome BookSurge, è stata acquisita da Amazon nel 2005.
CreateSpace accettava qualsiasi tipo di contenuto, a patto che non fosse composto solo da testo finto o privo di senso, come i classici riempitivi usati nei modelli grafici. Non effettuava alcuna revisione né controlli editoriali. I libri venivano stampati solo su richiesta, cioè ogni copia veniva prodotta esclusivamente quando qualcuno la acquistava su Amazon.
CreateSpace ha offerto servizi editoriali per otto anni, fino al suo assorbimento da parte di Media on Demand, un’altra divisione di Amazon. Al 2018, aveva pubblicato 1.416.384 libri di oltre 15.000 autori
Nel luglio 2018, CreateSpace annunciò che nei mesi successivi avrebbe trasferito i propri contenuti al servizio Media on Demand di Amazon. Più tardi, nello stesso anno, si fuse con Kindle Direct Publishing (KDP), la piattaforma di autopubblicazione di Amazon.
Il sito ufficiale di CreateSpace non è più attivo. I servizi offerti sono stati trasferiti su Kindle Direct Publishing.